# Chaîne de Gobnangou

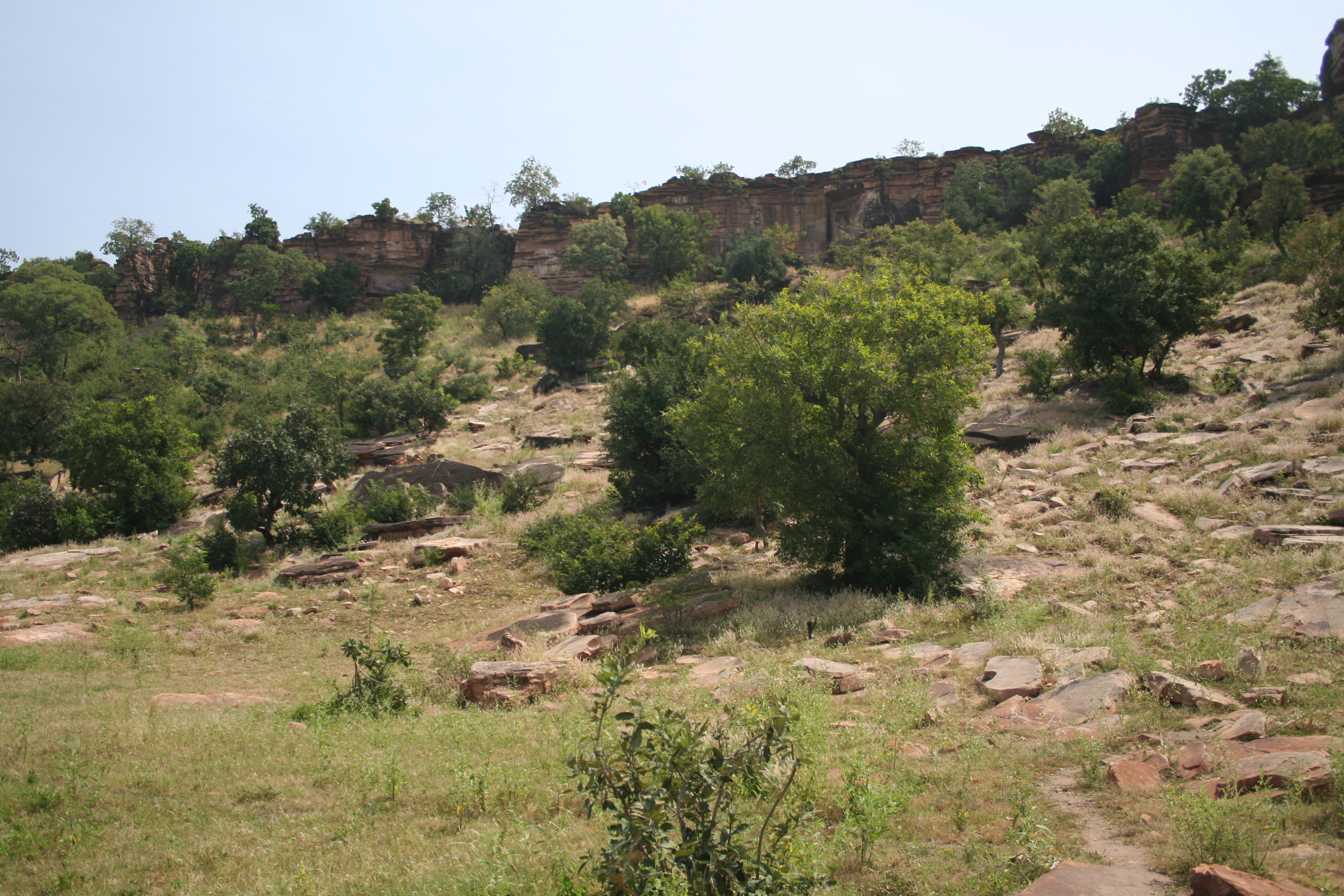

Chaîne de Gobnangou – pasmo piaskowcowych wzgórz w prowincji Tapoa na południowym wschodzie Burkina Faso, ciągnące się na długości 80 km i osiągające wysokość 365 m n.p.m. Północne zbocza wzgórz są strome, a na południu występują zarówno strome urwiska, jak i łagodne stoki.